# Sint-Nicolaaskerk (Weene)
De Sint-Nicolaaskerk (Nikolaikirche) is het kerkgebouw van de lutherse gemeente in het Oost-Friese Weene in de gemeente Ihlow (Nedersaksen).

## Geschiedenis
Het is onbekend wanneer de kerk werd gebouwd. Vermoed wordt dat op de plaats van de huidige kerk een kleinere houten kerk heeft gestaan. Volgens het meest recente onderzoek wordt ervan uitgegaan dat de bouw van de kerk in de eerste helft van de 13e eeuw heeft plaatsgevonden. De kleine hoogzittende rondboogramen wijzen op een romaanse oorsprong. Na talrijke aan- en verbouwingen en renovaties zijn alleen delen van de zuidelijke muur en het westelijke deel van de noordelijke muur nog origineel. Ook de vrijstaande klokkentoren van het parallelmuurtype stamt nog uit de middeleeuwen.
In het begin stond de kerk geheel alleen op een terp in het landschap op een onbewoonde plek tussen Schirum en Ostersander. Bebouwing rond de kerk vond pas later plaats. In 1499 werd een meerzijdig gotisch koor aan de kerk gebouwd. Tijdens de renovatie van 1964-1966 werd bij opgravingen vastgesteld dat de kerk in de middeleeuwen ook een westelijk koor heeft gehad. Bovendien vond men toen een fundament van een doopvont en sporen van een voormalig doksaal, dat mogelijk in 1499 bij de aanbouw van een nieuw koor werd gesloopt. Bij deze nieuwbouw zouden ook de beide nog bestaande hagioscopen zijn ontstaan.
Tegen het einde van de 19e eeuw verving een halfronde apsis het oostelijke koor. In de jaren 1964-1966 werd deze apsis in het kader van een algehele renovatie vernieuwd.

## Interieur

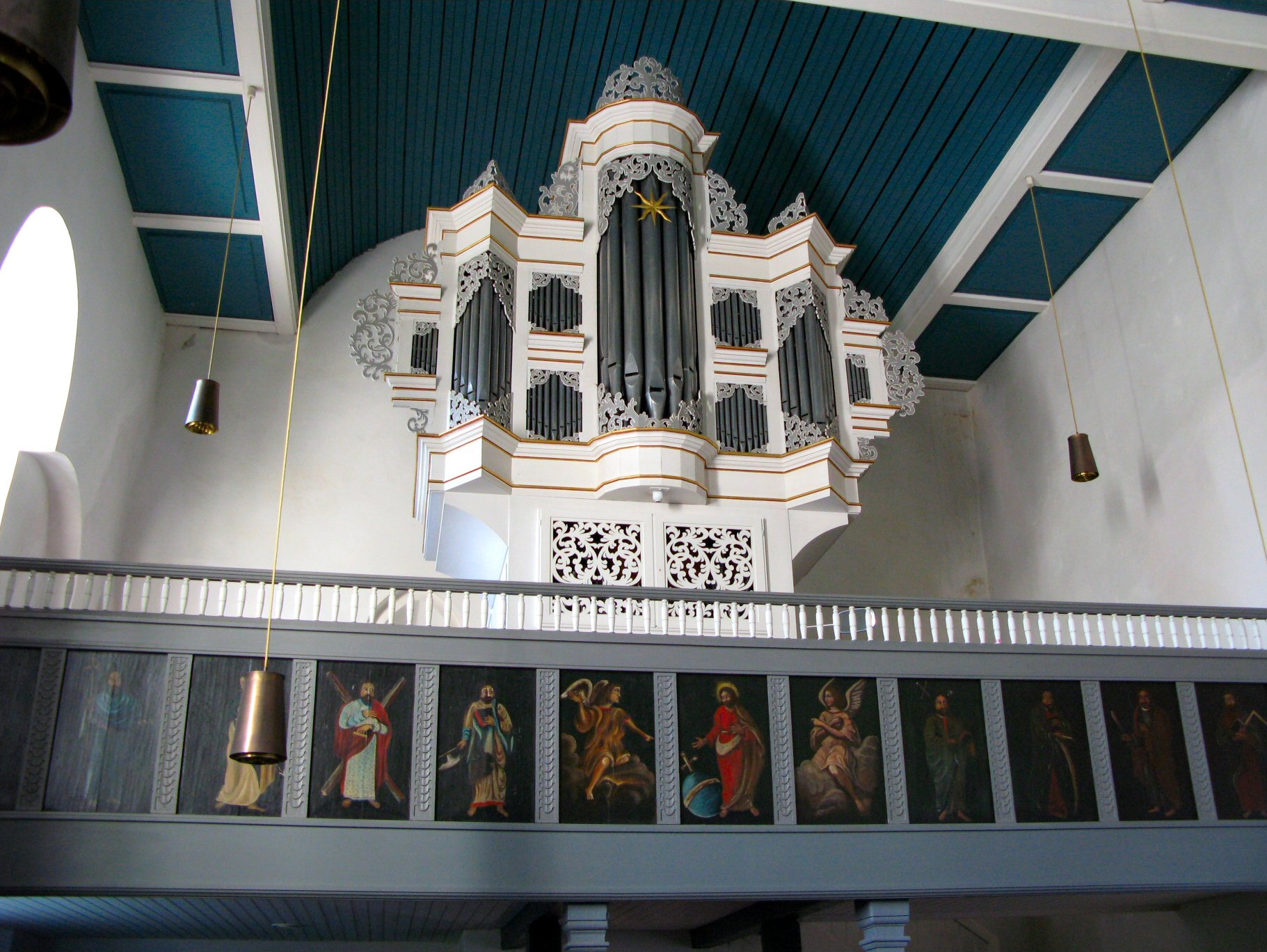
Orgel

In de kerk staan nog een aantal voorwerpen uit de katholieke tijd. In 1897 werden ze op de zolder van de pastorie gevonden en terug naar de kerk gebracht. Het betreffen drie houten gotische beelden:
- Een crucifix van Westfaalse herkomst, waarvan men het ontstaan op het jaar 1390 schat.
- Een piëta uit het einde van de 14e eeuw.
- Een beeld van Anna te Drieën uit circa 1500 (hiervan werd het Jezuskind kort na de ontdekking van het beeld in 1897 nieuw vervaardigd).

In de noordelijke koorboog bleef een kleine muurnis bewaard, waarin het heilig sacrament bewaard werd. De geprofileerde zandstenen omlijsting wordt door een gotische kielboog boven de smeedijzeren deur afgesloten.

## Orgel
Het orgelfront van Valentin Ulrich Grotian uit het jaar 1699 is bewaard gebleven. De pijpen stammen van de orgelbouwer Alfred Führer uit Wilhelmshaven. Het instrument bezit 17 registers verdeeld over twee manualen en pedaal.